# Edificio energéticamente eficiente

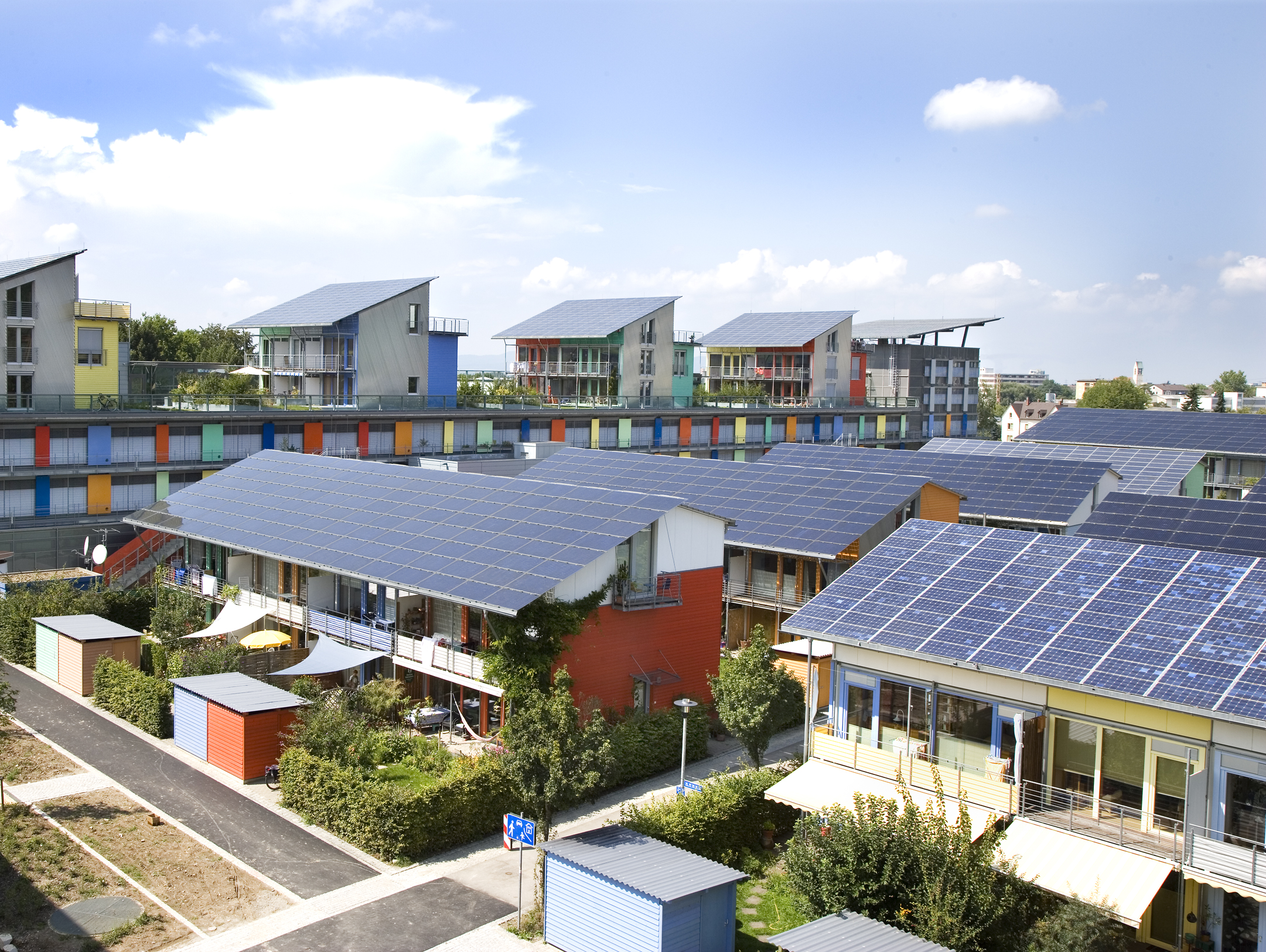
Viviendas sostenibles alimentadas mediante energía solar fotovoltaica en el barrio solar de Vauban (Friburgo, Alemania).

Un edificio energéticamente eficiente es aquel que minimiza el uso de las energías convencionales, en particular la energía no renovable, a fin de ahorrar y hacer un uso racional de la misma. La eficiencia energética o rendimiento energético surge del cociente entre la energía útil o utilizada por un sistema y la energía total consumida:
{\displaystyle \textstyle {\eta =\textstyle {E_{\mathrm {util} } \over E_{\mathrm {total} }}}}
Es necesario establecer un criterio para definir la energía total. En la medida que el consumo de energía por unidad de producto producido o de servicio prestado sea cada vez menor, aumenta la eficiencia energética. Tanto la tecnología disponible, como los hábitos responsables, hacen posible un menor consumo de energía, mejorando la competitividad de las empresas y la calidad de vida.

## Estrategias para lograr eficiencia energética
Esto se consigue mediante una serie de estrategias:
- Aislamiento térmico en la envolvente (muros, techos y ventanas)
- Reducción de las pérdidas de calor por infiltración en invierno
- Adecuada orientación del edificio[1]
- Permitir la entrada del sol en invierno
  - Evitar sombras arrojadas por otros edificios
- Evitar el ingreso del sol en verano
  - Diseñar protecciones solares (fijas, móviles, naturales)
- Utilizar sistemas de calefacción y aire acondicionado eficientes (etiquetado energético)
- Ahorro energético en agua caliente sanitaria
- En azoteas como regla duplicar el espesor del aislamiento térmico y buscar incorporar elementos que den sombra.
- Utilizar iluminación eficiente mediante el uso de lámparas de bajo consumo.
- Modernización de las instalaciones energéticas del edificio y mejora de la calificación energética del mismo.[2]

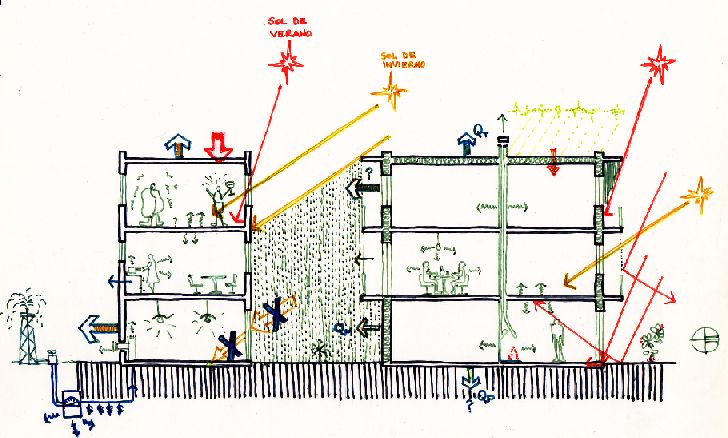
Esquema indicando las diferencias entre un edificio "no eficiente" (izquierda) y un edificio "eficiente" en cuanto al uso de energía. (reproducción digital de un original de Elías Rosenfeld).

## Normas y códigos de eficiencia energética
En los años ´70 cuando ocurrió la primera gran crisis del petróleo la mayoría de los países desarrollados establecieron un control de la eficiencia energética edilicia, en particular Suecia, Alemania, Inglaterra y Francia. Estos además implementaron políticas activas para el ahorro de energía en edificios.
Otros países con clima más moderado y no tan energo-dependientes como España e Italia establecieron normas de calidad térmica edilicia con estándares bastante más bajos.
Entre los países de Latinoamérica la Argentina creó las primeras normas a principios de los ´70 y con bastante posterioridad siguieron Chile, México y Brasil.

### Argentina
En 2009 la subcomisión de eficiencia energética edilicia de IRAM aprobó la Norma IRAM 11900 "Etiqueta de eficiencia energética de calefacción para edificios" a fin de regular la demanda de energía de todo edificio nuevo que solicite el servicio de gas natural por red. Esta norma propone una etiqueta y clasifica a los edificios en ocho niveles de eficiencia. El indicador utilizado es el tau medio ponderado (τm) que se define como la diferencia de temperatura superficial interior media ponderada de techos, muros, pisos en contacto con el exterior, puertas y ventanas y la temperatura interior de diseño según zona bioambiental (IRAM 11603).
El sistema de gestión del etiquetado energético se desarrolla entre el INDEC y la Secretaría de Energía de la Nación con la participación del Ente Nacional Regulador del Gas  (ENARGAS).

## Sistemas de calificación energética de los edificios
- Alemania - Passivhaus
- Argentina - IRAM 11900
- Australia - House Energy Rating
- Canada - EnerGuide
- España - Herramienta Unificada Lider Calener (HULC), CERMA, CE3 y CE3X.
- Reino Unido - National Home Energy Rating
- Estados Unidos - Home energy rating  Home Energy Scoring Tool  LEED

### Organismos gubernamentales y no gubernamentales
- Instituto para la Diversificación y Ahorro de la Energía de España - IDAE
- Instituto Argentino de Normalización y Certificación
- Asociación Argentina de Energías Renovables y Ambiente - ASADES
- Asociación Nacional de Energía Solar de México - ANES
- Asociación Nacional de Tecnología no Ambiente Construido de Brasil - ANTAC

### Grupos de investigación y desarrollo
- CEEMA - Centro de Estudios Energía y Medio Ambiente (Instituto de Acondicionamiento Ambiental, FAU, UNT) (Argentina)
- LAHV- Laboratorio de Ambiente Humano y Vivienda -INCIHUSA-CRICYT-CONICET. Mendoza (Argentina)
- CIHE- Centro de Investigación Hábitat y Energía - FADU, UBA (Argentina)
- IDEHAB - Instituto de Estudios del Hábitat, FAU, UNLP, La Plata, Argentina.
- Cátedra Instalaciones FAU-UNLP (Argentina)
- LAyHS - Laboratorio de Arquitectura y Hábitat Sustentable - FAU - UNLP

- Datos: Q5818450